# Gwardia Varsovie
Le WKS Gwardia Varsovie est un club polonais de football basé à Varsovie.

## Historique
- 1948 : fondation du club
- 1955 : 1re participation à une Coupe d'Europe (C1, saison 1955/56). Le club hérite pour lui seul de ce qui devient le stade du Gwardia Varsovie[2].

## Bilan sportif

### Palmarès
- Coupe de Pologne de football
  - Vainqueur : 1954
  - Finaliste : 1951, 1974

### Bilan européen
Note : dans les résultats ci-dessous, le score du club est toujours donné en premier.
| Saison    | Compétition                | Tour                | Club                   | Domicile | Extérieur | Total             |
| --------- | -------------------------- | ------------------- | ---------------------- | -------- | --------- | ----------------- |
| 1955-1956 | Coupe des clubs champions  | Huitièmes de finale | Djurgårdens IF         | 1 - 4    | 0 - 0     | 1 - 4             |
| 1957-1958 | Coupe des clubs champions  | Tour préliminaire   | Wismut Karl-Marx-Stadt | 3 - 1    | 1 - 3     | 4 - 4 1 - 1       |
| 1969-1970 | Coupe des villes de foires | 32es de finale      | Vojvodina Novi Sad     | 1 - 1    | 1 - 0     | 2 - 1             |
| 1969-1970 | Coupe des villes de foires | Seizièmes de finale | Dunfermline Athletic   | 0 - 1    | 1 - 2     | 1 - 3             |
| 1973-1974 | Coupe UEFA                 | 32es de finale      | Ferencváros TC         | 2 - 1    | 1 - 0     | 3 - 1             |
| 1973-1974 | Coupe UEFA                 | Seizièmes de finale | Feyenoord Rotterdam    | 1 - 0    | 1 - 3     | 2 - 3             |
| 1974-1975 | Coupe des coupes           | Seizièmes de finale | Bologne FC             | 2 - 1    | 1 - 2 ap  | 3 - 3 (5 - 3 tab) |
| 1974-1975 | Coupe des coupes           | Huitièmes de finale | PSV Eindhoven          | 1 - 5    | 0 - 3     | 1 - 8             |

1. ↑  Un match d'appui sur terrain neutre est disputé pour départager les deux équipes. Celui-ci se terminant à nouveau sur un match nul, c'est finalement le Wismut Karl-Marx-Stadt qui se qualifie par tirage au sort.

Légende
- Victoire ou qualification pour le tour suivant
- Match nul
- Défaite ou élimination de la compétition

## Anciens joueurs
- Krzysztof Baran
- Edward Biernacki (1969-1974)
- Dariusz Dziekanowski
- Roman Kosecki
- Joachim Marx
- Antoni Szymanowski
- Dariusz Wdowczyk
- Władysław Żmuda